# Aleksa Gajić

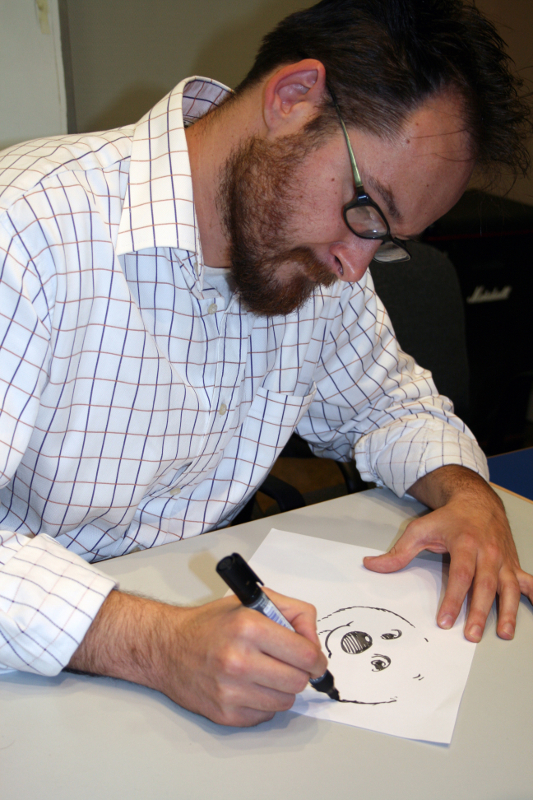
Aleksa Gajić

Aleksa Gajić (Serbisch: Алекса Гајић, * 20. Mai 1974 in Belgrad) ist ein serbischer Comicautor.

## Leben
Er ist unter anderem als Illustrator für den Comic „Die Geissel der Götter“ (fr. Le Fléau des dieux), dessen Szenario von Valérie Mangin geschrieben wurde, und den Comic „Technotise“ bekannt. In Serbien ist er als Illustrator für verschiedene Zeitschriften, wie z. B. „Politikin zabavnik“, tätig.
Von 2000 bis 2006 war er beim französischen Comicverlag „Soleil Productions“ unter Vertrag. Er ist der Drehbuchautor des Animationsfilms Technotise („Technotise: Edit und ich“), welcher 2009 veröffentlicht wurde.